# Droogdal van Colmont

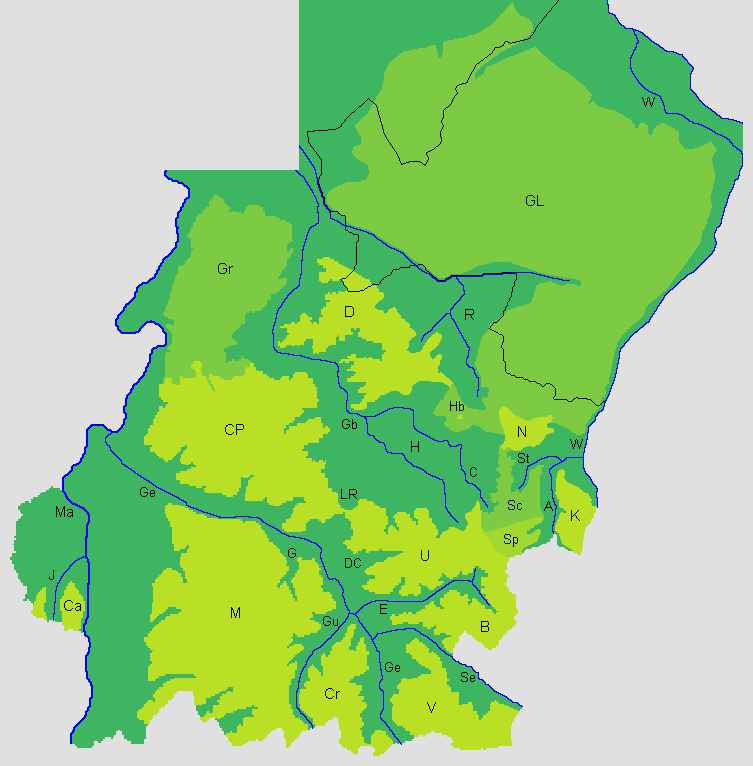
DC. Droogdal van Colmont

Het Droogdal van Colmont is een asymmetrisch droogdal, zonder grote waterloop, gelegen ten zuiden en zuidwesten van de buurtschap Colmont in Nederlands Zuid-Limburg. Het droogdal begint direct ten zuiden van het dorp Ubachsberg, tussen het dorp en de buurtschap Mingersberg/Trintelen, vlak bij de Vrouwenheide. Ze loopt af in westwaartse richting en eindigt bij de buurtschap Etenaken (Wijlre) waar het dal uitkomt in het Geuldal. Door het dal loopt de Vrakelbergerweg en de Vijfbundersweg die in elkaars verlengde liggen. Ten noorden van het dal ligt evenwijdig een heuvelrug waarop de buurtschappen Kruishoeve en Colmont gelegen zijn en de kaap met toponiem Vrakelberg deel van uitmaakt. Ten zuiden van het dal ligt evenwijdig een heuvelrug met daarop de buurtschappen Elkenrade en Eyserheide. Vlak voor de monding voegt zich het droogdal de Elkenradergrub bij het Droogdal van Colmont.

## Geologie
Het Droogdal van Colmont doorsnijdt het Plateau van Ubachsberg en heeft een steile en een flauw hellende dalwand in doorlatend materiaal. De steilere zijde ligt aan de noordkant van het droogdal en is bedekt met een pakket löss uit het Laagpakket van Schimmert van wisselende dikte. De flauw hellende zijde ligt aan de zuidkant van het dal en daar komt Kunrader Kalksteen aan de oppervlakte. Vanwege deze kalk groeien hier kalkminnende planten.